# 블라디보스토크 순양함대
블라디보스토크 순양함대(Владивостокский отряд крейсеров)는 러시아 제국의 극동 · 태평양 방면의 전술 합동 함대이다. 블라디보스토크에 근거지를 둔 러시아 제국 해군 발트 함대의 분견대 중 하나로, 일등 순양함 4척 (장갑순양함 3척과 방호순양함 1척)과 보조 순양함 1척을 주력으로 편성되었다. 일반적으로 ‘블라디보스토크 함대’(Владивостокский отряд)라고도 불리며, 일본에서는 ‘포염함대’(浦塩艦隊, 블라디보스토크 함대)라고도 했다. 1903년에 편성되어 1906년에 해체되었다.

## 명칭
함대는 일반적으로 ‘블라디보스토크 순양함대’ 또는 ‘블라디보스토크 순양함 분견대’라고 불렸지만, 공식적으로는 시기에 따라 여러 이름을 가지고 있었다.
- 태평양 함대 순양함 분견대 (Отряд крейсеров эскадры Тихого океана)
  - 함대 편성 당시의 명칭
- 태평양 함대 순양함대 독립 순양함 분견대 (Отдельный отряд крейсеров флота Тихого океана)
  - 1904년 2월 25일부터 명칭
- 제1태평양 함대 독립 순양함 분견대 (Отдельный отряд крейсеров 1-й эскадры Тихого океана)
  - 1904년 5월 12일부터 명칭
- 태평양 순양함 분견대 (Отряд крейсеров в Тихом океане)
  - 1904년 12월 20일부터의 명칭. 뤼순 함대가 사실상 소멸

## 배경
블라디보스토크에 근거지를 둔 독립 순양함대의 구상은 1901년 3월에 시작되었다. 편성은 발트 함대 태평양 함대 소속의 1등 장갑순양함 ‘류리크’와 ‘아도미랄 나크히모프’ 1등 방호순양함 ‘바리크’, ‘아스콜드’ 등의 조합이 검토되었지만, 결국 ‘류리크’의 자매함이 극동에 배치되기 때문에 자매함 3척으로 분견대를 구성하는 것이 결정되었다. 편입이 예정된 함은 발트해에서 회항하여 1903년 4월 17일에 뤼순 항(포르투 아르투르, 포트 아서)에 도착했다.
1903년 시점에서 러시아의 태평양 함대 구상은 뤼순에 근거지를 둔 주력 함대와 블라디보스토크에 근거지를 둔 다른 기동 함대 둘로 주축을 삼는 것이었다. 구체적으로는 태평양 함대의 기함은 뤼순을 근거지로 하는 제1, 제2 기갑함대(전함 부대), 장거리 정찰함(1등 방호순양함)과 단거리 정찰함(2등 방호순양함), 제1어뢰정 부대 (구축함 부대)와 방비 부대로 구성되어 ‘전투 부대’로 정의되었다. 반면 블라디보스토크를 근거지로 하는 것은 순양함 분견대와 항만 방비 부대와 보조함정(수송함)으로 구성된 것이었다.
1901년에서 1903년에 구상된 순양함대는 그 주력이 되는 순양함이 원래 통상파괴에 대한 단독 작전을 염두에 두고 설계되었다고 하는 것은 충분히 설득적 근거가 있었다.

## 편성

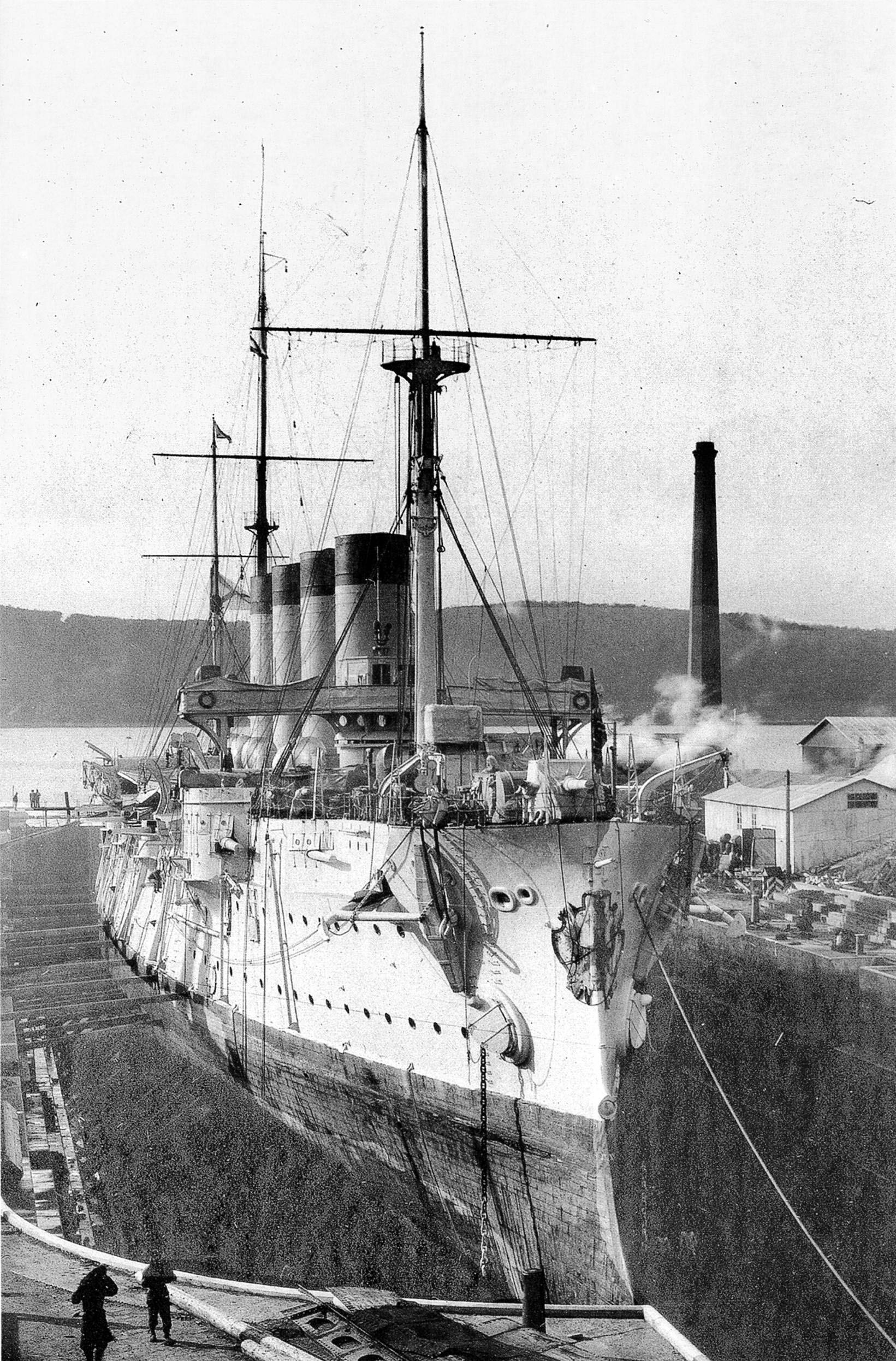
블라디보스토크 순양함대 주력 장갑순양함 로시아

블라디보스토크 순양함대는 1903년 6월 7일 뤼순에서 공식적으로 편성되었다. 함대 편성에 즈음하여 ‘해상에서의 블라디보스톡 요새’, ‘일본 해군 함대 전력의 일부를 태평양 함대 주력이 주둔한 뤼순에서 분산’, ‘해상 통상파괴 수행’을 임무로 삼았다.
함대는 태평양 함대 제1사령관보 장관 기치를 내건 1등 장갑순양함을 주력으로, 1등 장갑순양함 ‘그로모보이’, ‘류리크’, 1등 방호순양함 ‘보가티르’로 편성되었다. 기함 ‘로시아’는 태평양 함대 제1사령관보였던 해군 소장 에발드 폰 스탁켈베르크 남작이 맡았다.
이 외에도 블라디보스토크 방비 부대는 이 항구에 있었던 의용 함대 소속의 증기선 ‘헤르손’과 ‘모스크바’도 편입할 예정이었다. 또한 항양 포함 ‘코리에츠’, ‘만주우르, ‘보부르’, ‘시치’가 ‘요새 보조’로 배치되었고, 기뢰부설함 ‘아레우토’가 기뢰 부설을 위해, 수송함 ‘캄차다루’와 ‘야쿠트’가 항만 방비를 위해, 항양어뢰정인 제201호 어뢰정, 제202호 어뢰정, 제209호 어뢰정과 6척의 연안어뢰정이 항만 방비와 기뢰 부설에 배치되었다.
7월부터 8월까지 ‘류리크’와 2등 방호순양함 ‘보야린’이 먼저 도착하고, 이후 7척의 항양어뢰정이 블라디보스토크에 도착했다. 그러나 포함이자 증기선인 ‘모스크바’는 블라디보스토크에 오지 못했다. ‘모스크바’는 이후 ‘스몰렌스크’로 불리는 빠른 증기선으로 의용 함대가 소유한 순양함 중에서는 가장 빠른 20kn의 속력을 자랑했다. 이 함의 불참은 함대의 작전 능력에 크게 영향을 미쳤다. ‘헤르손’도 본래 19.5kn의 속력을 가지고 있었지만, 보일러 고장으로 제 속력을 발휘하지 못했고, 그래서 실전에 투입은 제한적일 것으로 예상되었다.
1903년 9월에는 모항을 뤼순에서 블라디보스토크로 옮겼다. 이미 뤼순 항에 있던 10척의 어뢰정과 보조순양함 ‘레나’(증기선 ‘헤르손’에서 변경)가 블라디보스토크 순양함대에 편입되었다. 이렇게 블라디보스토크 순양함 부대 전력은 장갑순양함이 신구 3척, 신형 방호순양함 1척, 전력으로는 불안한 보조순양함 1척, 장거리 항해가 어려운 어뢰정이 10척이 되었다. 그러나 사실상 전술적으로 유효한 전력으로 평가되는 배는 3척의 장갑순양함과 방호순양함 1척 뿐이었다.
러시아 제국과 일본 제국과의 관계는 날로 악화되고 있으며, 블라디보스토크 순양함대는 앞으로 벌어질 전쟁에 대비해 조선 해협에서 훈련에 임하고 있었다.

## 함대

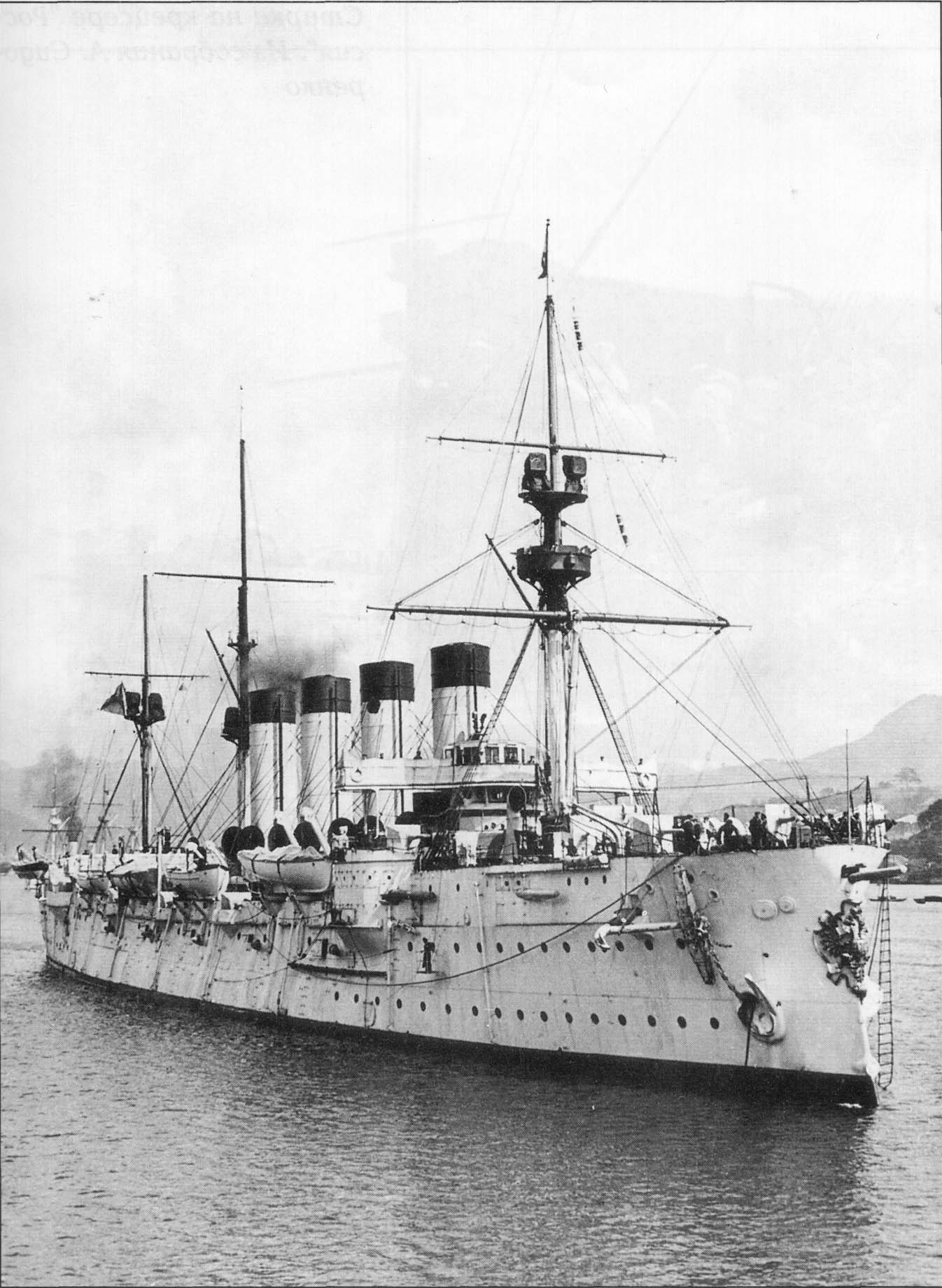
1등 장갑순양함 로시아
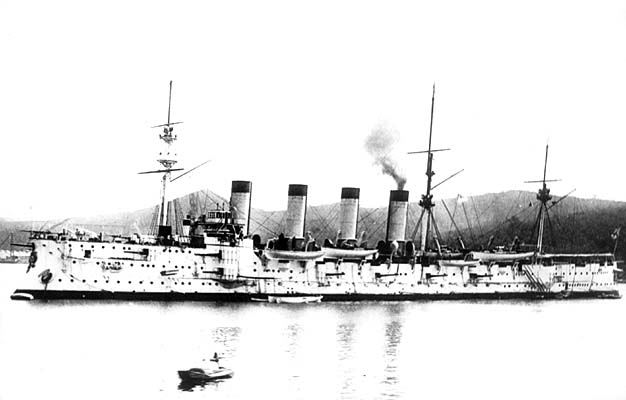
1등 장갑순양함 그로모보이
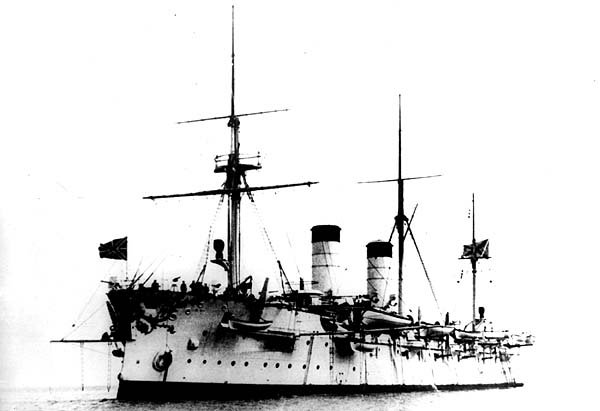
1등 장갑순양함 류리크
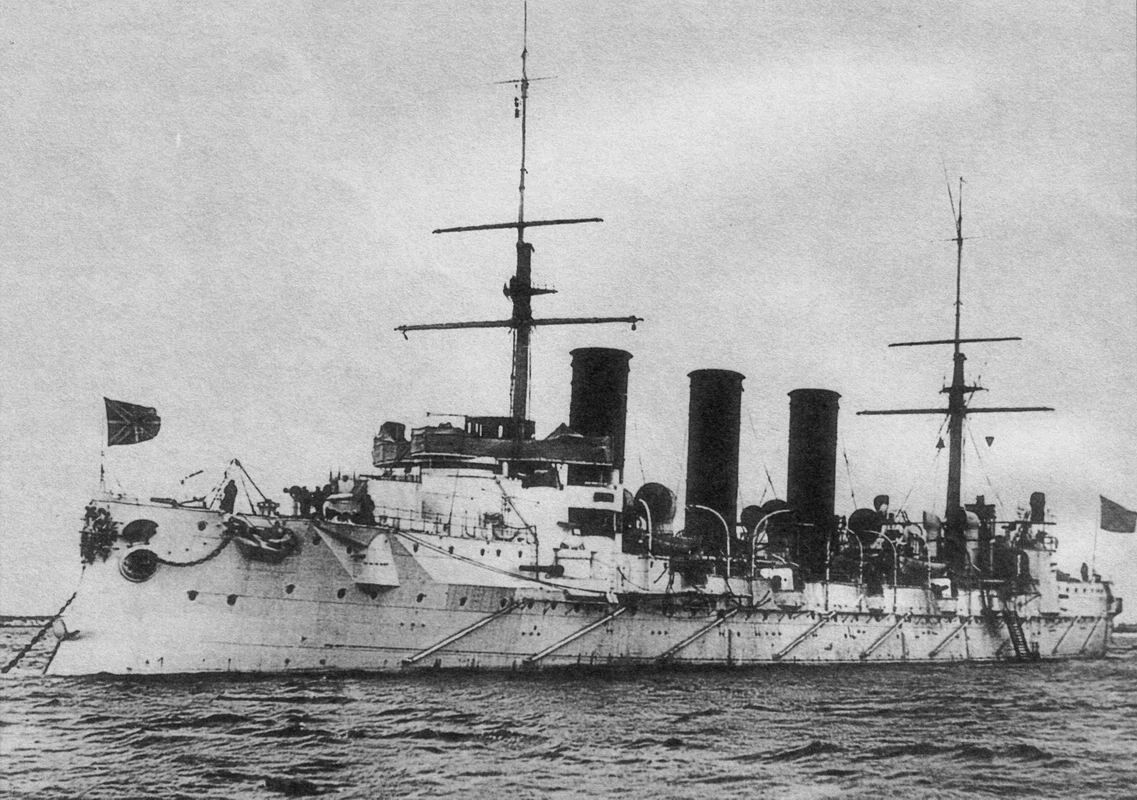
1등 방호순양함 보가티르
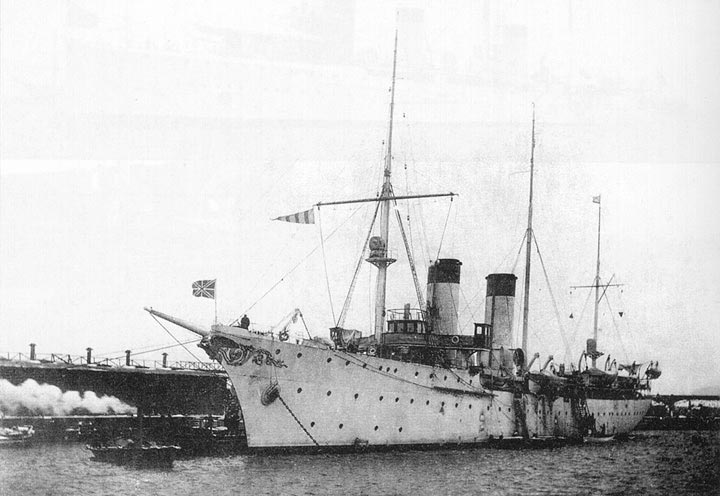
2등 순양함 알마스
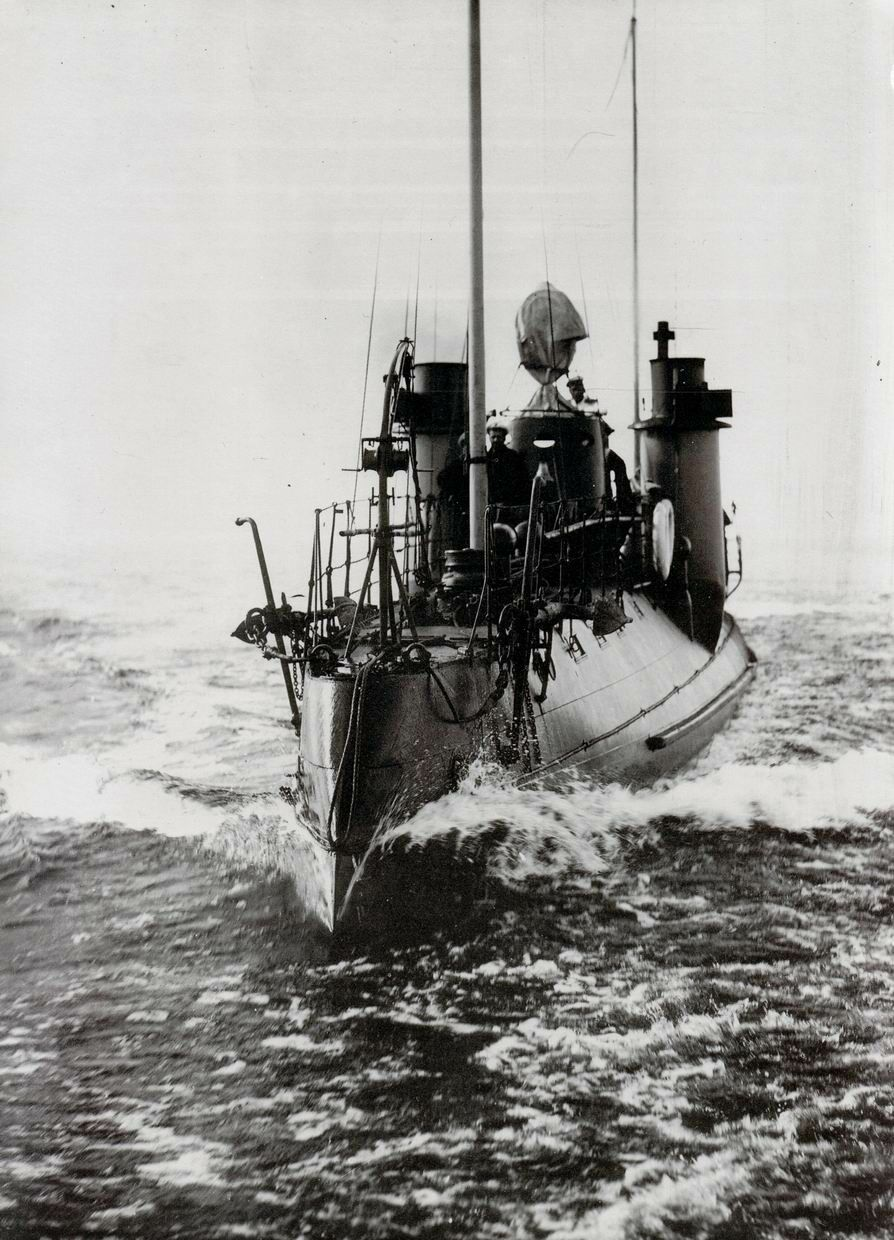
제203호 어뢰정 (단, 이미지는 나르겐 시대)
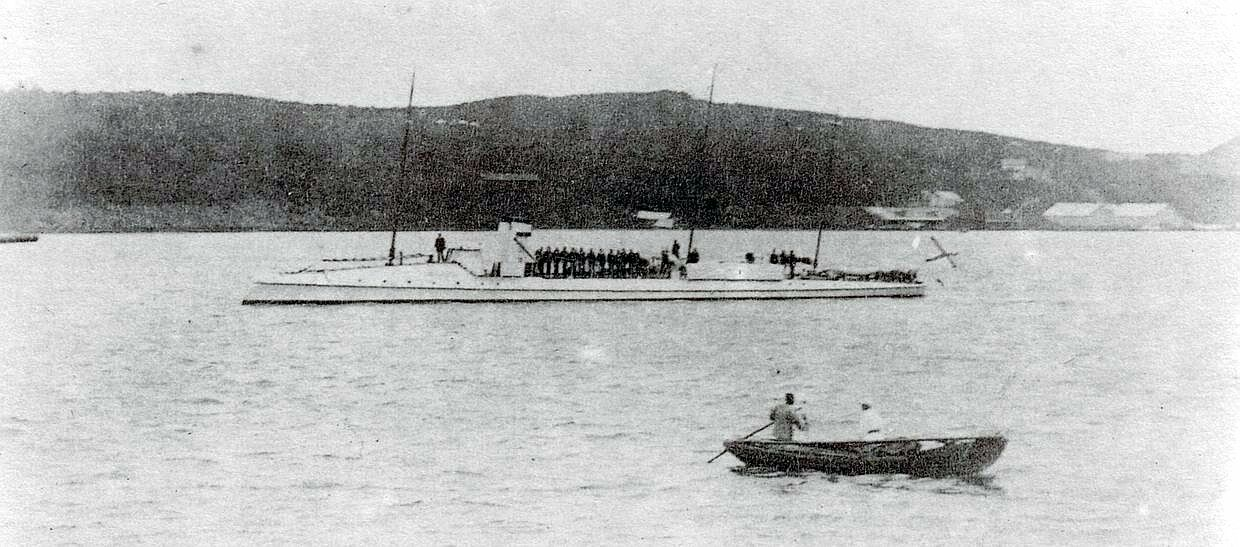
제204호 어뢰정
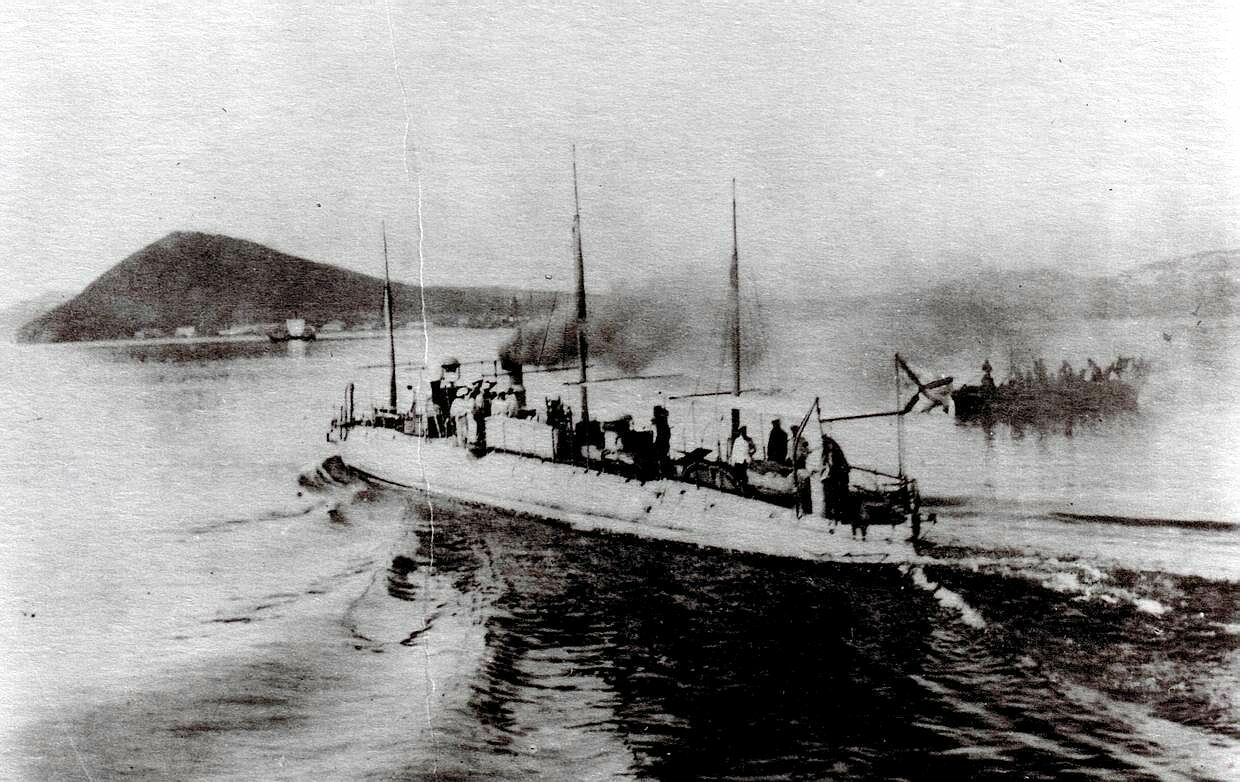
제205호 어뢰정
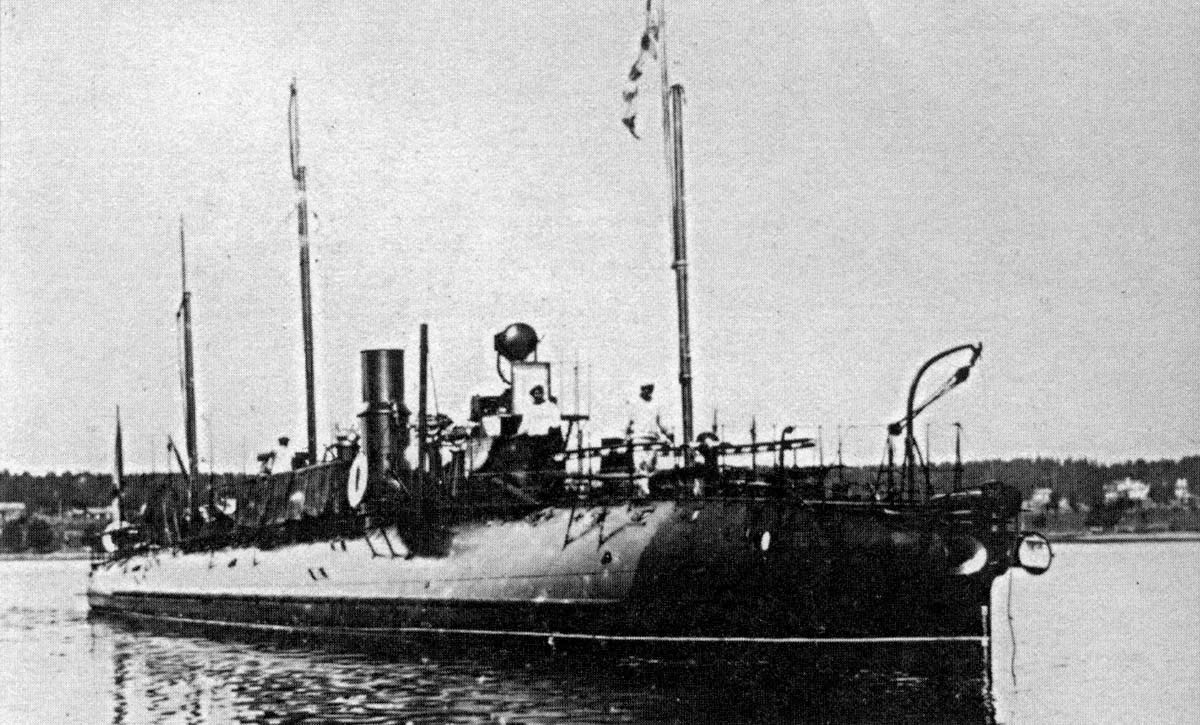
제206호 어뢰정
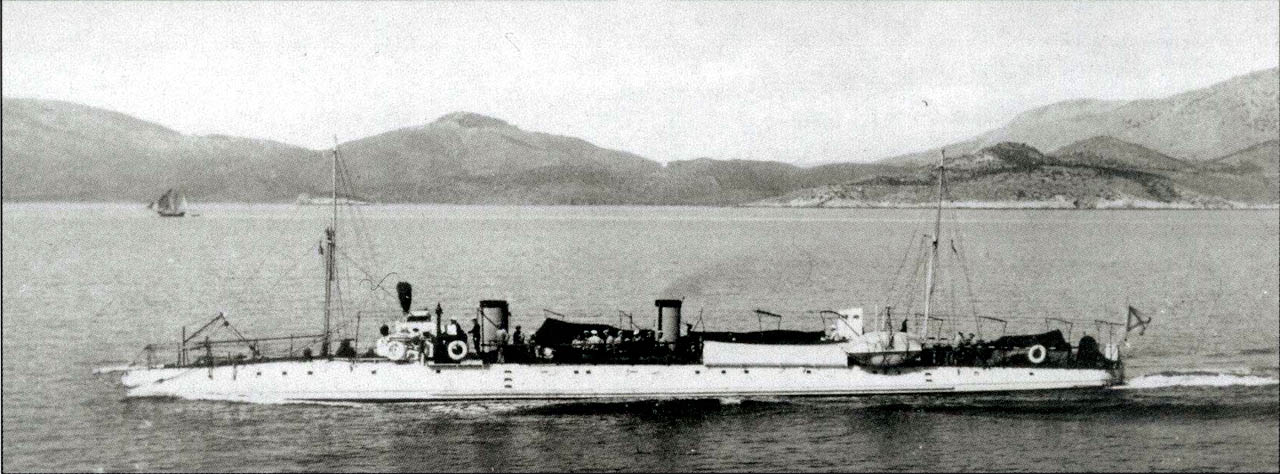
제208호 어뢰정
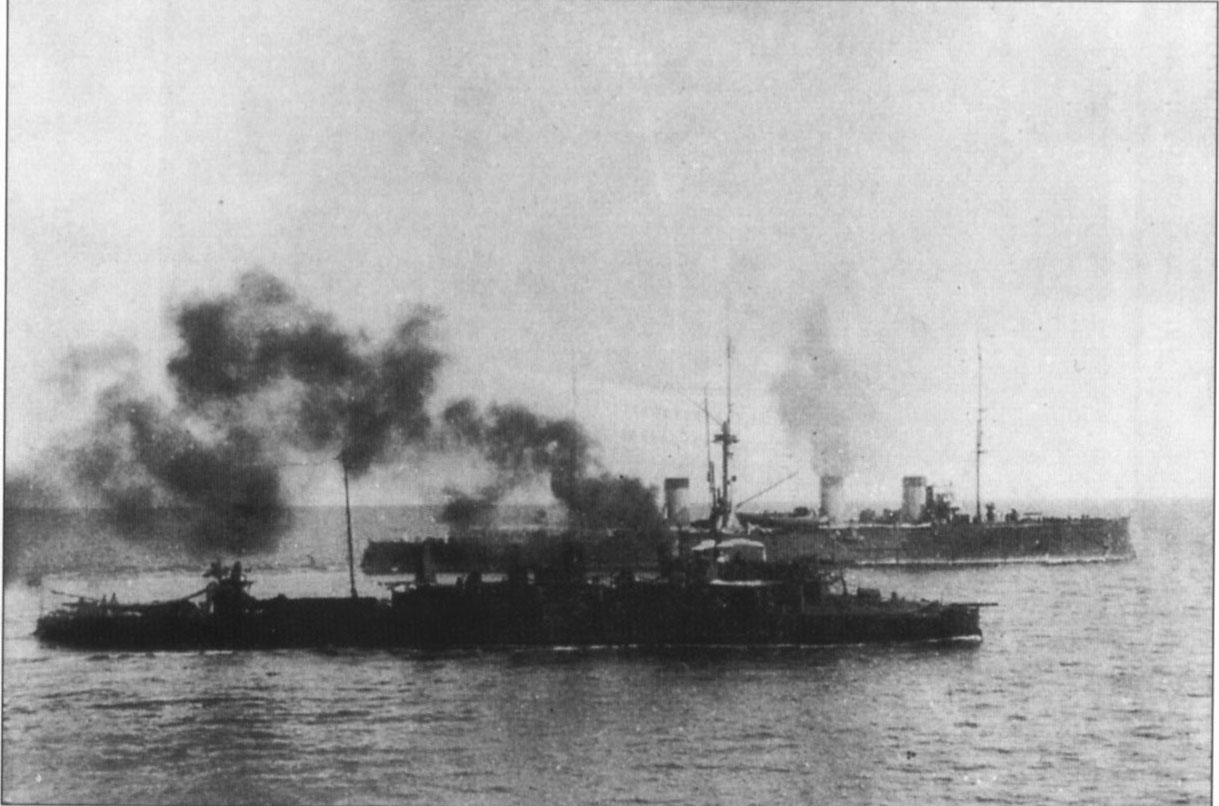
어뢰정 구축함 그로즈누이
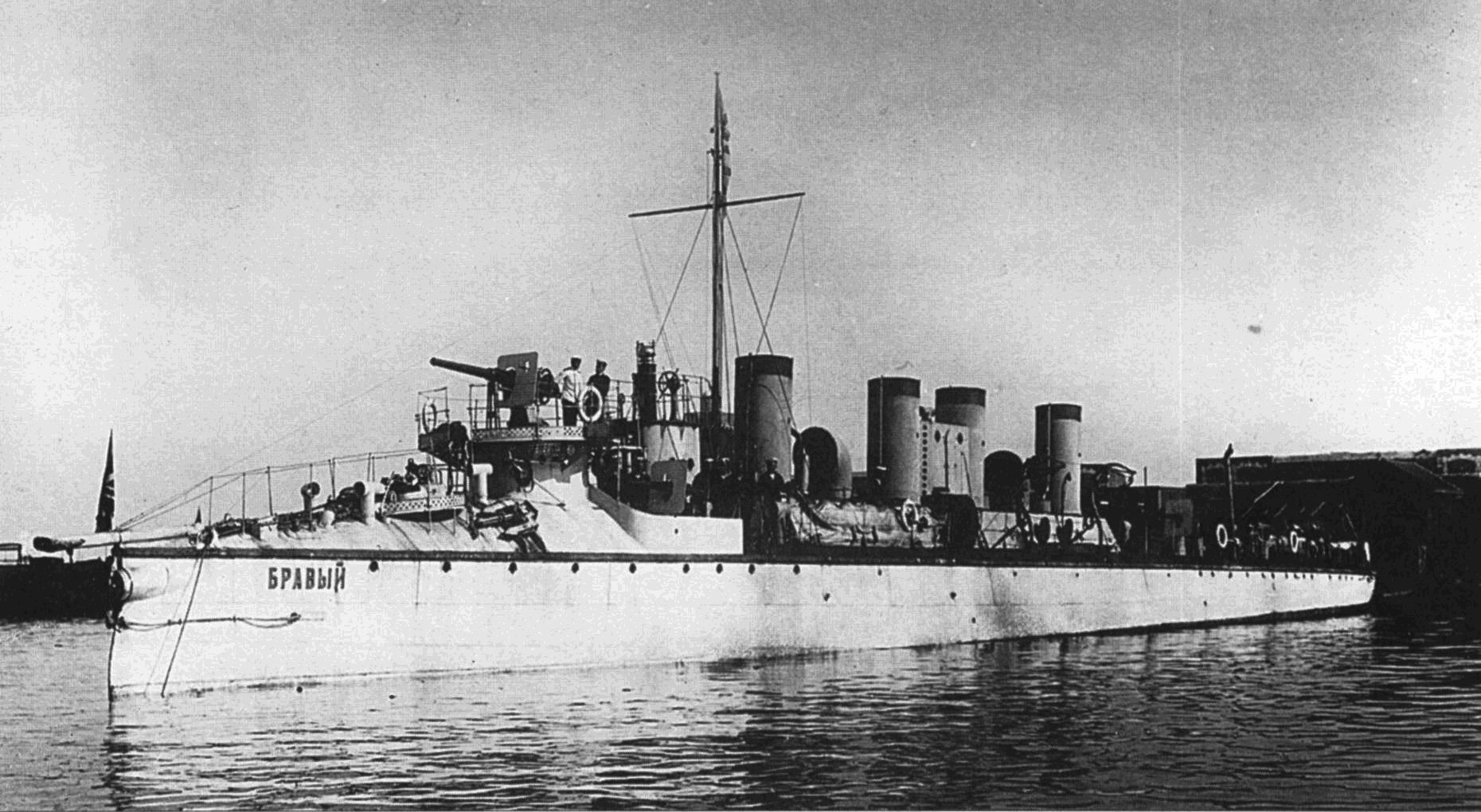
어뢰정 구축함 브라브이

## 참고 문헌
- V.l.アガーポフ「研究ノート：露日戦争におけるウラジオ巡洋艦戦隊の作戦」堤明夫訳、堤明夫「解説：アガーポフ論文への補論」、軍事史学会編『日露戦争（二）---戦いの諸相と遺産』軍事史学41-1・2合併号、2005년 6월, ISBN 4-7646-0319-5
- 真鍋重忠, 『日露旅順海戦史』、吉川弘文館, 1985년, ISBN 4-642-07251-9
- 外山三郎, 『日露海戦新史』、東京出版, 1987년, ISBN 4-924644-29-3
- Мельников, P. M. (1989). 《«Рюрик» был первым》. Замечательные корабли (러시아어). 상트페테르부르크: Судостроение. ISBN 5-7355-0002-3.